# Андрюков, Степан Александрович
Степан Александрович Андрюков (род. 11 февраля 1991, Челябинск) — российский ватерполист, защитник ватерпольного клуба «Спартак-Волгоград».

## Карьера
До 14 лет жил в Челябинске и тренировался в бассейне «Строитель». Воспитанник О. В. Карандашова (МБУ ДОД СДЮСШОР № 7).
С 2007 по 2010 год выступал за молодёжную команду ватерпольного клуба «Штурм-2002». С 2010 года стал игроком основного состава. В 2011 году стал обладателем Кубка России. Серебряный (2011) и бронзовый (2010, 2012, 2013) призёр чемпионата России.
На летней Универсиаде 2013 года в Казани стал серебряным призёром, за что был отмечен Благодарностью Президента Российской Федерации.
В 2013 году перешёл в «Спартак-Волгоград». Осенью 2013 года второй раз стал обладателем Кубка России. В сезоне 2013/14 стал чемпионом России. А весной 2014 года стал обладателем LEN Euro Cup. В сезоне 2014/15 снова стал чемпионом России. Осенью 2015 года стал обладателем Кубка России.
Чемпион России: 2014, 2015, 2016, 2017, 2020, 2021, 2023 годов.
Обладатель Кубка России: 2011, 2013, 2015, 2017, 2021, 2023 годов.